# Hemisfera
Hemisfera je reč koja označava polovinu sfere. Sinonim je polulopta. Često se koristi u matematici, a u praksi naročito u astronomiji. Planeta Zemlja je sastavljena od severne i južne hemisfere, koju deli Ekvator. Dok zapadnu i istočnu zemljinu hemisferu deli grinički meridijan.